# Brügglen
Brügglen is een plaats en voormalige gemeente in het Zwitserse kanton Solothurn en maakt deel uit van het district Bucheggberg.
Brügglen telt 194 inwoners.

## Geschiedenis
Op 1 januari 2014 fuseerde Brügglen met Aetigkofen, Aetingen, Bibern, Gossliwil, Hessigkofen, Küttigkofen, Kyburg-Buchegg, Mühledorf en Tscheppach tot de gemeente Buchegg.